# Egidijus Juška
Egidijus Juška (Vilnius, 12 marzo 1975) è un ex calciatore lituano, di ruolo centrocampista o attaccante.

## Palmarès

### Club

#### Competizioni nazionali
- Lietuvos Lyga: 1

Žalgiris: 1998-99
- Meistriliiga: 1

TMVK: 2005
- Eesti Superkarikas: 1

TMVK: 2005
- Kazakhstan Super League: 2

Irtysh: 2004, 2005

### Individuale
- Capocannoniere della Meistriliiga: 1

2000 (24 reti assieme a Toomas Krõm)